# Роботек: Мрачне хронике
Роботек: Мрачне хронике (Robotech: The Shadow Chronicles) је наставак анимиране научно-фантастичне серије Роботек из 1985.

## Прича и развој
На Анимеекспу 2004. Хармони Голд је објавио да се ради Роботек: Мрачне снаге (Robotech: Shadow Force) како би се 2005. прославила 20-годишњица првобитног приказивања Роботека. Име нове серије је ускоро промењено у Роботек: Мрачне хронике, али филм није био завршен до јануара 2006. Пројекат је у почетку наишао на скептицизам од стране заједница обожавалаца због подуже историје отказивања наставака у протеклим деценијама од стране Хармони Голда. Први трејлер је приказан на Анимеекспу 2005. Званичан трејлер је објављен на сајту Мрачних хроника током NATPE, конференције северноамеричких телевизијских станица. Хармони Голд је планирао неколико приказивања на филмским фестивалима, али је издавач Фананимејшен одлагао потенцијално шира биоскопска и DVD издања до 2007.
Прича је као директни наставак последње, 85. епизоде оригиналне серије Роботек, и можда Чувара двери на индиректан начин. Главна радња се одвија око потраге Екпедиционих Роботек снага за несталим адмиралом Хантером и SDF-3, али такође су присутни и нови непријатељи. Трејлери су наговестили да ће нова серија бити мешавина 2D анимације и рачунарске анимације мекова.
Иако је ангажован оригинални јапански студио Тацуноко Продакшнс, стварна дигитална анимација је поверена корејској аниматорској компанији ДР Муви, у чије се заслуге убрајају анимације у серијама Макрос Плус и Јукиказе. Коредитељ Томи Јун је изјавио да су се продуценти интензивно консултовали са Кенџијем Терадом, сценаристом Јужног крста и Моспеаде (две од три серије које су адаптиране у оригинални Роботек).
Ди-Си Комиксов огранак Вајлдсторм је објавио „Роботек: Увод у Мрачне хронике“, стрип који повезује радњу отказаних Чувара двери са Мрачним хроникама. Сваки број је имао чланак „иза сцене“ о продукцији Мрачних хроника.

## Приказивања у биоскопима
Кевин Макивер, координатор операција у Хармони Голду је потврдио у фебруару 2006. да је филм завршен, али су ранији преговори са потенцијалним дистрибутером пропали због услова које је Хармони Голд сматрао неприхватљивим. Завршени филм је први пут приказан глумцима и особљу 8. марта 2006.
Мрачне хронике су први пут приказане изван Хармони Голда на Канском фестивалу 22. маја 2006. Филм је такође приказан на неколико независних филмских фестивала током лета и јесени. Награђен је као најбоља анимирани научно-фантастични филм на Међународном фестивалу хорора и научне фантастике, иако је био први анимирани филм икад приказан на на овом фестивалу.

## Музика
Главну музичку тему је компомовао Скот Глазгов, а извео ју је Прашки филхармонијски оркестар. Чејс Мастерсон је отпевала неке песме за њен роботски лик Џенис. Глазгов је потврдио да је Мелиса Каплан, певачица групе Јуниверсал хал пас, отпевала део позадинске музике.

## Контрадикције са оригиналном серијом
Постоје бројне контрадикције између оригиналне серије из 1985. и овог филма, а најзначајнији су у догађајима у које су укључени Риџис, Еријел и Скот Бернард из последње две епизоде оригиналне серије "Dark Finale" и "Symphony of Light," који су значајно измењени и реаранжирани.
- У "" и "Symphony of Light," свих шест чланова Скотовог тима бораца за слободу и двоје хуманоидних Инвида је присутно у сцени у гнезду Инвида. У филмској верзији, ови догађаји су поново урађени и згуснути на тај начин да потпуно искључују Ренда, Рук, Ленсера, Ланка, Ени и Сиру.
- Скот се обраћа Еријел њеним инвидским именом, док је у оригиналној серији увек користио име Марлин, а напустио је Земљу признајући јој своју љубав, док ју је у серији игнорисао када га је молила да је прихвати иако је она Инвид.
- Оригинална серија је наговестила да су Инвиди уништили људску флоту. У филму ниједан људски брод није уништен.
- Скот Бернард лети ловцем који је оборен током догађаја у последњој епизоди оригиналне серије.

## Континуитет са оригиналном серијом
Постоје бројне референце које повезују Мрачне хронике са серијом из 1985:
- Луи Николс из саге Господари Роботека је сада главни инжењер Икаруса.
- Неколико ликова певуши, звижди или повремено пева Минмејине песме током филма.
- Већини ликова из оригиналне серије који се појављују у филму гласове су посудили њихови оригинални глумци.
- Двојици споредних ликова из последње епизоде оригиналне серије, Спаркс и неименовани командант SDF-4, су проширене улоге у филму. Командант је првим пут именован као генерал Рајхарт у некој од серија и филмова.
- Свемирска станица Либерти се овде једини пут појављује (иако је претходно неколико пута само поменута у серијама и приказана у стриповима).
- Скот вози истог Циклона којег је возио у оригиналној серији.
- Већина дијалога прве трећине филма је врло слична онима из последње епизоде оригиналне серије.

## Улоге
Поред оригиналних глумаца који су посуђивали гласове, свој допринос су дали Марк Хамил (Звездани ратови) и Чејс Мастерсон (Звездане стазе: Дубоки свемир 9).
| Глумац              | Улога                                                       |
| ------------------- | ----------------------------------------------------------- |
| Ричард Епкар        | Винс Грант (поновио своју улогу из Чувара двери)            |
| Еди Фрирсон         | Луи Николс                                                  |
| Марк Хамил \|       | командант Тејлор                                            |
| Александра Кенворти | Риџис (поновила своју улогу из Роботека и Чувара двери)     |
| Јури Ловентал       | Маркус                                                      |
| Мелани Маквин       | Марлин (поновила своју улогу из Роботека)                   |
| Чејс Мастерсон      | Џенис                                                       |
| Ајона Морис         | Џин Грант                                                   |
| Тони Оливер         | Рик Хантер (поновио своју улогу из Роботека и Чувара двери) |
| Артур Сантијаго     | Алекс Ромеро                                                |
| Грег Снегоф         | Скот Бернард (поновио своју улогу из Роботека)              |
| Мајкл Сорич         | Спаркс (поновио своју улогу из Роботека)                    |
| Кари Валгрен        | Еријел                                                      |
| Ден Ворен           | генерал Рајнхарт                                            |